# Tainaniella malabarica
Tainaniella malabarica är en stekelart som beskrevs av T.C. Narendran 1989. Tainaniella malabarica ingår i släktet Tainaniella och familjen bredlårsteklar.
Artens utbredningsområde är Afghanistan. Inga underarter finns listade i Catalogue of Life.